# 陈叔荣
陳叔荣（577年—612年6月21日），字子茂，陳宣帝陈頊第三十三子，母亲是秦姬。
祯明二年（588年）十一月十一日丙子，陈后主立陳叔荣为新昌王，食邑五千户。祯明三年（589年），陈朝灭亡，陳叔荣入隋。大业二年（606年），除内黄县令。大业八年五月十五日（612年6月21日），终于县廨，时年三十六岁。大业九年正月二十一日丙申（613年2月19日），葬于邙山之凤台里。

## 家庭
祖父：
- 陈道谭

父亲：
- 陈宣帝

母亲：
- 秦姬